# Bou Azmou
Bou Azmou  (بوازمو ()) est une commune du Maroc de la province de Midelt, dans le Drâa-Tafilalet. Elle est peuplée de 9 583 habitants au recensement de 2014.
La culture principale de la région est la fruiticulture de pommes.

## Histoire
La commune compte de nombreux villages isolés en montagne, les douars, tels le Ksar Sountate (130 habitants), plus en contact avec d'autres communes qu'avec le centre administratif. Par exemple, Ksar Sountate a plus de liens avec Imilchil qu'avec Bou Azmou. En 1973, des révolutionnaires marocains liés à l'Union nationale des forces populaires tentent d'implanter un foyer de guérilla dans la région. La riposte du gouvernement d'Hassan II toucha durement ce village. Dès le 3 mars, l'armée occupe les douars de la région, torture les habitants pour obtenir des renseignements sur la guérilla, enlève, emprisonne, viole, assassine (en plus des guérilléros exécutés). L'occupation dure 45 jours et pille les maigres richesses des habitants.
Deux hommes originaires de Ksar Sountate sont arrếtés et exécutés : Saïd Oukhouya et Mouha Ouharfou, âgé de 74 ans et capturé après s'être caché trois mois dans une grotte. Il faisait partie de la résistance contre la colonisation française. Il a été torturé avant d'être exécuté. Les familles sont aussi victimes de la répression : emprisonnement et tortures diverses,. En cellule, elles peuvent être sans aucun vêtement, même en plein hiver. L'armée ne donne aucune nouvelle aux familles : ainsi, certaines femmes ont pu être enlevées, torturées et exécutées sans que sa famille, des décennies plus tard, ne sache rien de ce qu'il leur était arrivé, ni même si elles étaientt toujours en vie. Bien que peu de ces femmes en parlent ouvertement, elles ont été violées.
Les conséquences de cette répression se sont longuement fait sentir. Certaines femmes ayant subi des tortures souffrent encore de graves séquelles de leurs tortures, quarante ans après. Assiégé par l'armée, le douar est ainsi marginalisé aux yeux des habitants de la région : les familles touchées par la répression sont appelées les msakhite sidna, les gens de 1973. La survie est compliquée, l'épicier leur refusant l'accès à son commerce ; les enfants ne peuvent aller à l'école ; les transporteurs de passagers reçoivent pour consigne de ne pas embarquer certaines personnes désignées par les autorités.
Enfin, la privation d'état-civil et d'instruction scolaire a provoqué la perpétuation de la pratique du mariage coutumier, dit mariage orfi, des jeunes filles à 11, 12 et 13 ans.
Dans les années 2000, l'Instance équité et réconciliation est revenue sur ces persécutions. Le nom d'une femme disparue aux mains de l'armée, Fadma Ouharfou, a été donnée à l'école du village et à celle de Bouzmou. Des réparations matérielles, sur dossier, ont pu être accordées. Mais le sentiment de plusieurs des survivantes de la répression est que la réparation matérielle est insuffisante, surtout quand certaines d'entre elles ignorent toujours où sont les tombes de certaines personnes assassinées par l'armée.